# Salobral (kommunhuvudort)
Salobral är en kommunhuvudort i Spanien.   Den ligger i provinsen Provincia de Ávila och regionen Kastilien och Leon, i den centrala delen av landet, 100 km väster om huvudstaden Madrid. Salobral ligger 1 087 meter över havet och antalet invånare är 118.
Terrängen runt Salobral är kuperad västerut, men österut är den platt.Runt Salobral är det ganska glesbefolkat, med 48 invånare per kvadratkilometer. Närmaste större samhälle är Ávila, 10,6 km nordost om Salobral. Trakten runt Salobral består till största delen av jordbruksmark.